# Wieczna lampka

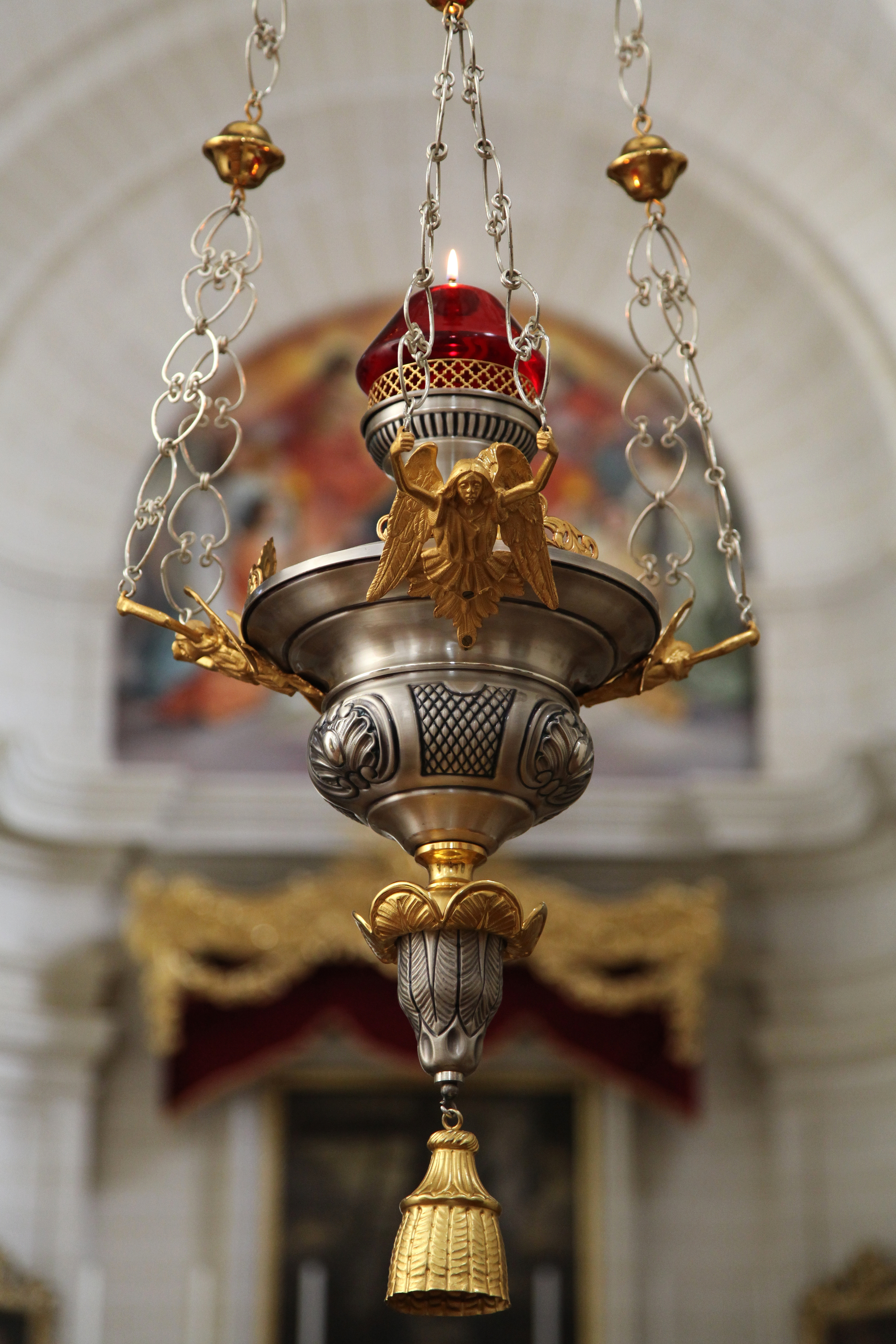
Wieczna lampka w kościele Mater Dolorosa w Triq San Pawl (Malta)

Wieczna lampka – w świątyniach chrześcijańskich, głównie katolickich, „specjalna lampa, oznaczająca i wyrażająca cześć dla obecności Chrystusa”, która ma bez przerwy świecić przed tabernakulum.

## Rys historyczny
W okresie starożytnym i w pierwszej połowie średniowiecza chrześcijanie nie stosowali lamp do oznaczania czci dla obecności Najświętszego Sakramentu. Funkcję tę spełniały dekoracje, kwiaty, malowane na ścianach wizerunki hostii oraz figury adorujących aniołów ze świecami. Starożytni chrześcijanie nie cenili lamp jako symbolu, bowiem zbyt często były stosowane na cześć różnych bóstw – szczególnie Wenus. Wieczna lampka przed Sanctissimum pojawiła się po raz pierwszy dopiero w XII wieku. „Consuetudines per Bernardum” Bernarda z Cluny zawierało napomnienie, by Ciało Chrystusa nie pozostawało bez światła ani jednej godziny.
W Polsce wieczna lampka pojawiła się po raz pierwszy w Katedrze na Wawelu. Została ufundowana przez biskupa krakowskiego Wincentego Kadłubka po jego powrocie z Soboru laterańskiego IV. Lampka została nabyta przez biskupa za dochód z dwóch, a według innych źródeł, dziewiętnastu wsi.

## Praktyka w Kościele katolickim
Ceremoniał biskupów katolickich z 1600 nakazywał stosowanie przed tabernakulum co najmniej pięciu lampek. Kościół katolicki wprowadził prawne regulacje stosowania wiecznej lampki dopiero pod koniec XVI wieku, zaś „Rytuał rzymski” z 1614 regulował stosowanie lampy, która miała być symbolem realnej obecności Boga. Lampa winna być woskowa, oliwna lub zasilana olejem roślinnym i powinna bez przerwy płonąć przed, lub z boku, tabernakulum. Rytuał nawiązywał do światła Bożego z 1 Księgi Samuela (1 Sm 3,3), a więc do żydowskiej menory, która świeciła w Namiocie Spotkania. Kodeks prawa kanonicznego z 1917 w kan. 1271 zaznaczał, że wystarczające jest stosowanie pojedynczej lampy, która powinna być ulokowana w pobliżu tabernakulum. Kanon używał określenia coram tabernaculo (łac. „przed tabernakulum”), ale słowo „przed” nie stanowiło dosłowności. Lampa mogła być umieszczona w pobliżu. Kolor światła nie był regulowany.
24 czerwca 1914 Kuria Rzymska wprowadziła zakaz stosowania w wiecznej lampce światła z prądu elektrycznego, lecz z powodu trudności wojennych zakaz ten został dość szybko zniesiony. Dekret z 18 sierpnia 1949 przypominał potrzebę powrotu do wcześniejszej praktyki stosowania lampki. Instrukcja „Eucharisticum mysterium” z 25 maja 1967 ponawiała zalecenie, by lampka płonęła nieustannie (pereniter ardeat). O lampkach płonących nieustannie przed tabernakulum jako znak czci (signum honoris) wspominał także obrzęd „Komunia święta i kult tajemnicy eucharystycznej poza Mszą świętą” z 1973 roku.
Kan. 940 Kodeksu Prawa Kanonicznego Kościoła Katolickiego obrządku łacińskiego określa, że „specjalna lampa, oznaczająca i wyrażająca cześć dla obecności Chrystusa” ma bez przerwy świecić przed tabernakulum.

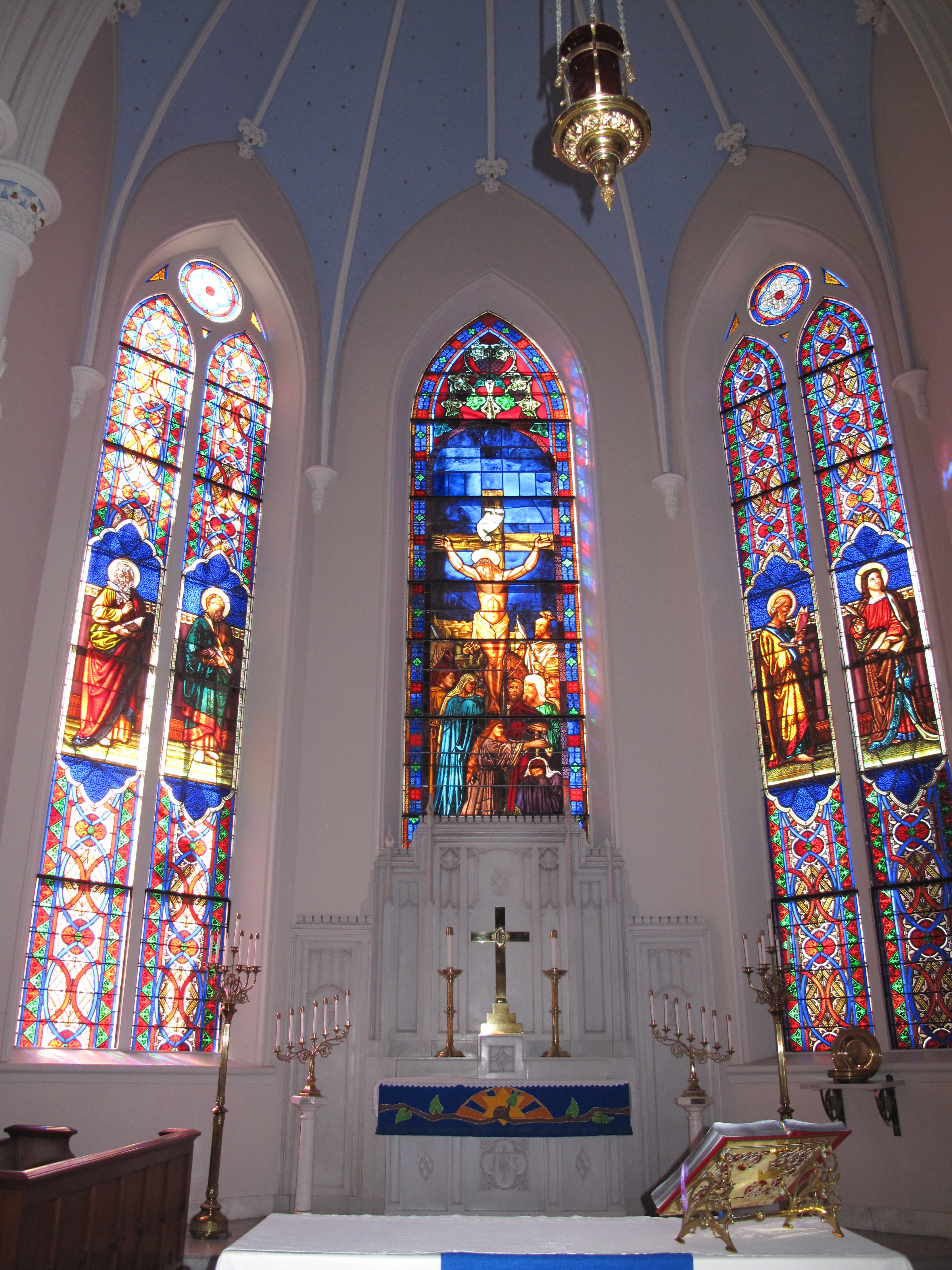
Przykład stosowania „wiecznej lampki” w kościołach niekatolickich: prezbiterium kościoła luterańskiego św. Mateusza w Charleston, w Karolinie Południowej

## Praktyka w innych Kościołach
Stosowanie wiecznej lampki przeniknęło z Kościoła katolickiego do innych wspólnot chrześcijańskich. Upowszechniła się m.in. wśród katolicyzujących anglikanów oraz w niektórych kręgach luteranizmu.

## Nawiązania do judaistycznych świeczników
Wieczna lampka stanowi dalekie nawiązanie do złotej menory, która była ustawiona w Pierwszym Przybytku i używana później w Świątyni Jerozolimskiej, a także do ner tamid – palącej się bez przerwy lampy w synagodze, która ma symbolizować obecność boskiego światła. Ner tamid była pierwotnie umieszczana w niszy, w ścianie zachodniej bóżnicy, a później zawieszana przed lub nad aron ha-kodesz.